# Palmer Cox
Palmer Cox, né le 28 avril 1840 à Granby et décédé le 24 juillet 1924 dans la même ville, est un écrivain et illustrateur québécois particulièrement célèbre pour ses recueils de vers humoristiques et ses comic strips à propos de créatures de contes de fées, les brownies. Ses dessins furent publiés en plusieurs livres, comme The Brownies, Their Book (1897). Par suite de la popularité des brownies de Cox, l'un des premiers appareils photos populaires de Kodak fut l'Eastman Kodak Brownie Caméra.

## Biographie
Palmer Cox est né à Granby, au Québec, de Michael Cox et Sarah Miller Cox, et devint charpentier et constructeur d'automobiles. Il déménagea à San Francisco en passant par Panama en tant qu'employé de chemin de fer. Palmer Cox vécu à San Francisco de 1863 à 1875. À partir de 1874, il commença à étudier le dessin, et contribua à des revues illustrées telles que Golden Era et Alta California.
Après 1875, Cox habita New York (Pine View House, East Quogue, Long Island). À cette époque, il illustra fréquemment les éditoriaux de l'United States Tobacco Journal d'Oscar Hammerstein.
Les premières publications de brownies eurent lieu en 1879, mais ce n'est pas avant février 1881 que les créatures furent imprimées avec leur forme final, dans le magazine Wide Awake. En 1883, ses histoires de brownies furent publiées dans le St. Nicholas Magazine puis, au fur et à mesure que leur popularité augmentait, dans des publications telles que le Ladies' Home Journal. Leur popularité génère des produits dérivés brownies comme des jouets, jeux et porcelaines ainsi qu'un modèle d'appareils photos de la compagnie Kodak qui prouva être particulièrement populaire.

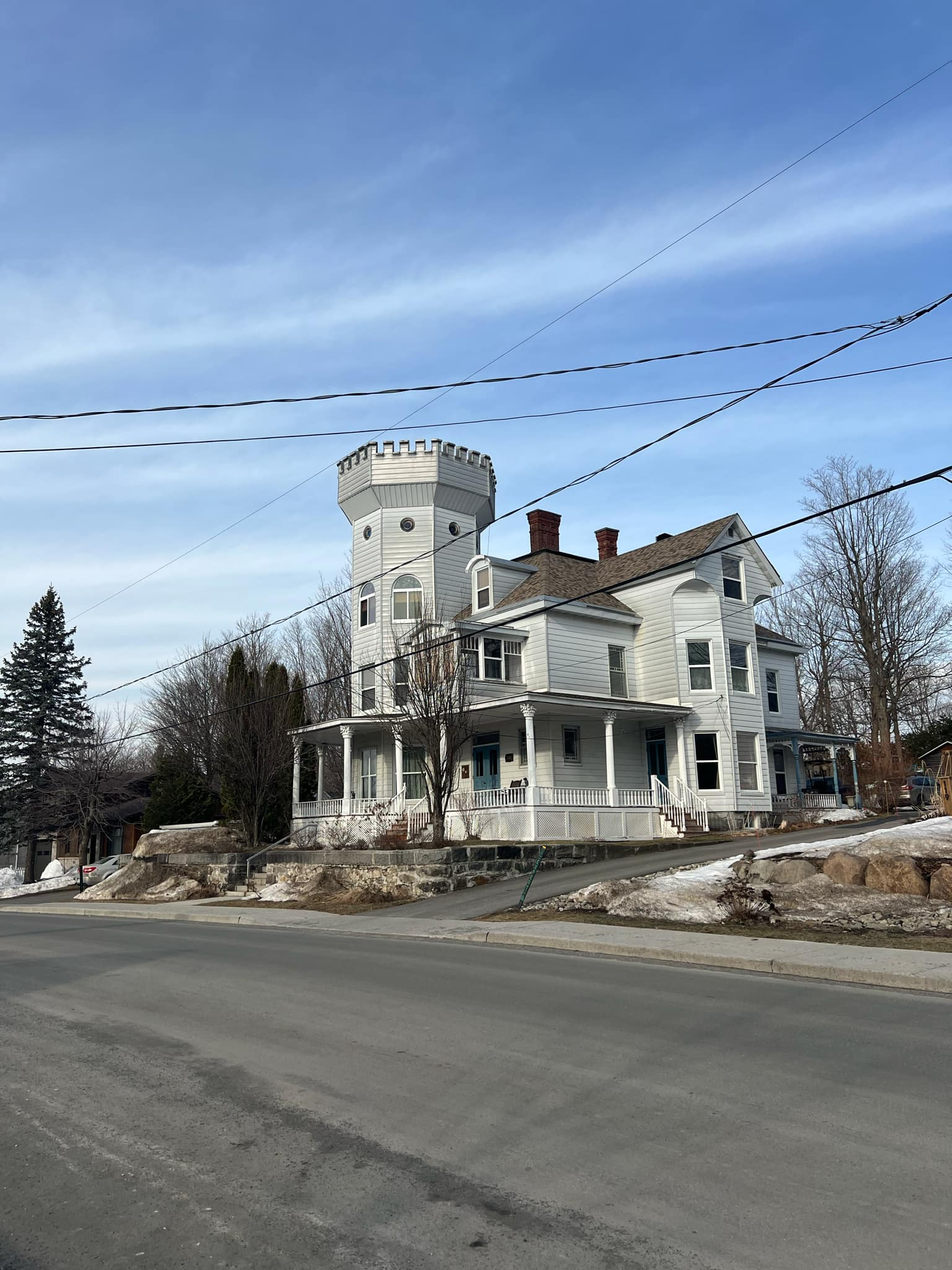
Château Brownie

Palmer Cox a résidé sur la rue Elgin à Granby et, à ce jour, cette propriété est baptisée le Château Brownie, ou bien Brownie Castle pour faire référence à ses petites créatures reconnues dans ses livres. 
Cox est mort dans sa maison, Brownie Castle, le 24 juillet 1924. Sa pierre tombale, décorée d'un brownie, porte l'inscription : In creating the Brownies he bestowed a priceless heritage on childhood.
À sa mort, Palmer Cox avait vendu plus d’un million d’exemplaires de ses livres.

## Influences
- L'idée du personnage de la littérature enfantine Neznaïka (appelé aussi Ignoramus) créée par l'écrivain soviétique Nikolay Nosov est inspirée par les livres de Palmer Cox[8].
- The Yellow Kid de Richard Felton Outcault parodie à ses débuts le concept des brownies[9].

## Bibliographie

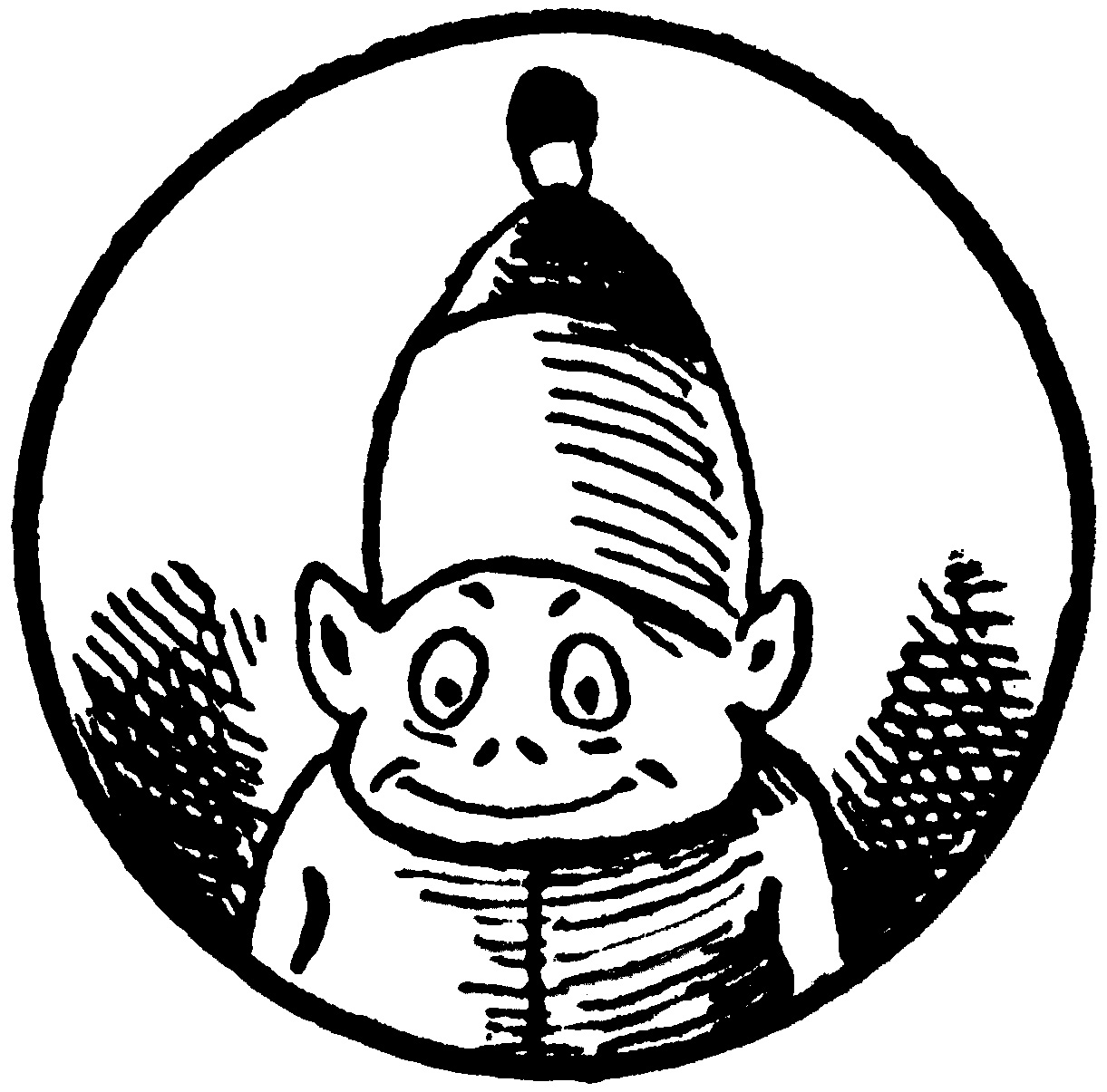
L'un des brownies de Cox